# Square Michel-Foucault
Le square Michel-Foucault est un espace vert du 5e arrondissement de Paris.

## Situation et accès
Le square est situé à l'angle de la rue Saint-Jacques et de la rue des Écoles dans le quartier de la Sorbonne.
Le site est accessible par le 16, rue Jean-de-Beauvais.
Il est desservi à proximité par la ligne 10 à la station Maubert-Mutualité.

## Origine du nom
Le square rend honneur au philosophe Michel Foucault (1926-1984) qui tint la chaire d'Histoire des systèmes de pensée au sein du Collège de France.

## Historique
Ce square, créé à la fin du XIXe siècle sur l'emprise de l'espace vert situé devant le Collège de France (à droite de la place Marcelin-Berthelot, où se trouve une statue de Claude Bernard), était précédemment la partie occidentale du square Auguste-Mariette-Pacha, avant son renommage en décembre 2005.

## Éléments particuliers
Il s'y trouve une statue en bronze de Dante réalisée en 1882 par Jean-Paul Aubé. Elle est érigée là en raison de la fréquentation par le poète italien de la première Université de Paris qui se trouvait alors au niveau des actuelles rues Dante et du Fouarre. Elle représente une scène du Chant XXXII de l'Enfer de la Divine Comédie, lors de laquelle le poète heurte du pied la tête de Bocca degli Abati.

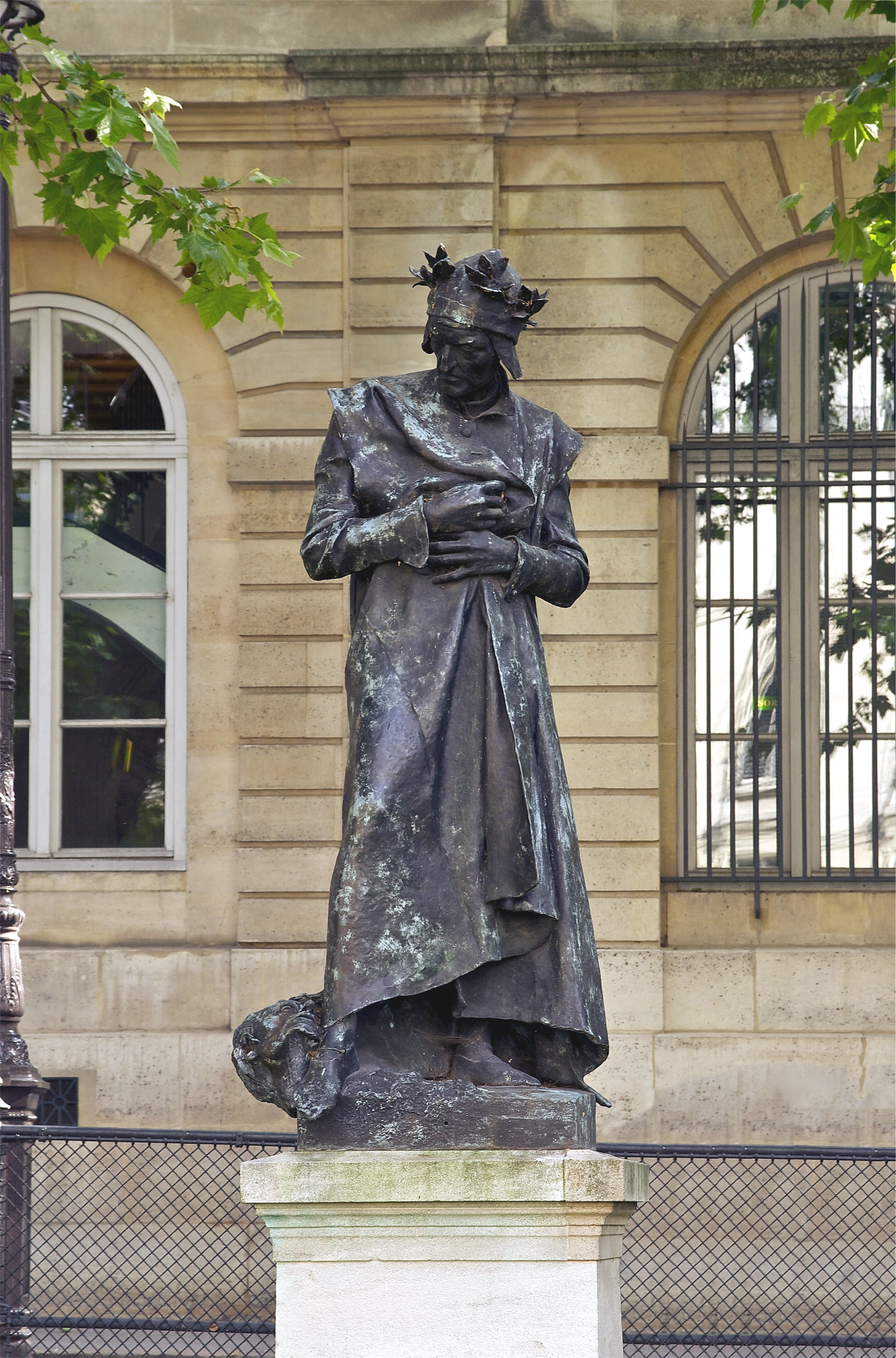
La statue de Dante par Jean-Paul Aubé.
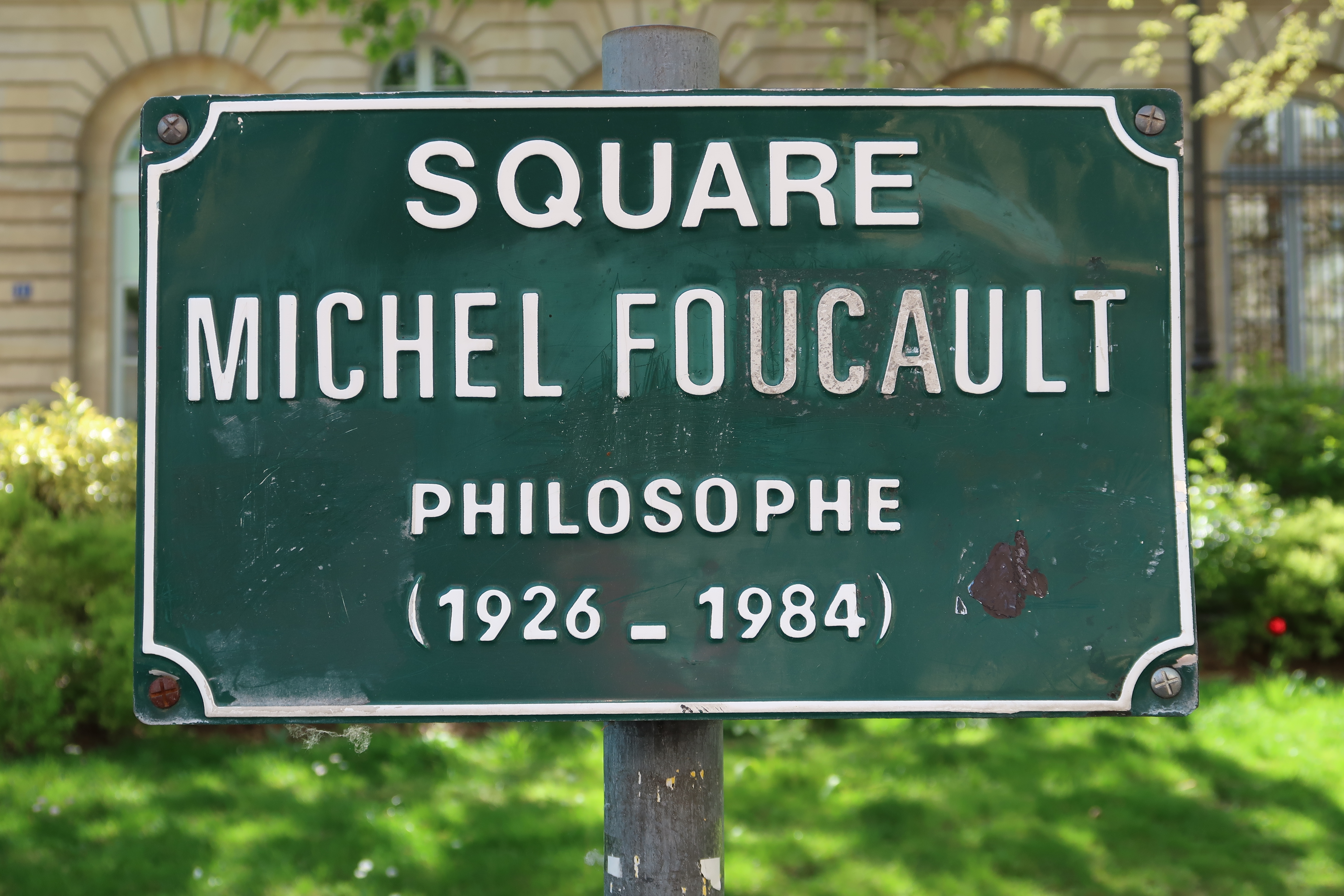
Plaque.